# (6998) Tithonus
(6998) Tithonus ist ein Asteroid aus der Gruppe der Jupiter-Trojaner. Damit werden Asteroiden bezeichnet, die auf den Lagrange-Punkten auf der Bahn des Jupiter um die Sonne laufen.
(6998) Tithonus wurde am 16. Oktober 1977 von den niederländischen Astronomen Cornelis Johannes van Houten, Ingrid van Houten-Groeneveld und Tom Gehrels im Rahmen der dritten Trojanerdurchmusterung am Palomar-Observatorium (IAU-Code 675) entdeckt. Er ist dem Lagrangepunkt L5 zugeordnet.
Der Asteroid ist nach der mythologischen Figur des Tithonos benannt, dem Sohn des trojanischen Königs Laomedon und Bruder des Priamos.